# Casa Roc
La Casa Roc és una edificació de Prat de Comte (Terra Alta) inclosa a l'Inventari del Patrimoni Arquitectònic de Catalunya.

## Descripció
Habitatge representatiu de gran part de les construccions de la vila, de pocs anys enrere. Realitzat amb còdols i algunes pedres treballades amb alguns carreus de reforç. Té petites finestres amb llindes de fusta i una porta original amb arc de mig punt a base de maons, encegada. Té ntramats de fusta amb revoltons de maó. La coberta és a dues aigües amb teula àrab.
Hi ha una ampliació adossada lateralment, posterior.